# Wilibjá
Wilibjá är en ort i Mexiko.   Den ligger i kommunen Chilón och delstaten Chiapas, i den sydöstra delen av landet, 800 km öster om huvudstaden Mexico City. Wilibjá ligger 1 140 meter över havet och antalet invånare är 271.
Terrängen runt Wilibjá är huvudsakligen kuperad, men söderut är den bergig. Terrängen runt Wilibjá sluttar norrut. Runt Wilibjá är det ganska glesbefolkat, med 43 invånare per kvadratkilometer. Närmaste större samhälle är Jol Hic'Batil, 6,3 km norr om Wilibjá. I omgivningarna runt Wilibjá växer i huvudsak städsegrön lövskog.